# Chovy
Đây là một tên người Triều Tiên, họ là Jung.
Jung Ji-hun (tiếng Hàn Quốc: 정지훈; sinh ngày 3 tháng 3 năm 2001), tên sử dụng thi đấu là Chovy (tiếng Hàn Quốc: 쵸비), là một tuyển thủ Liên Minh Huyền Thoại chuyên nghiệp đang thi đấu ở vị trí đường giữa cho đội tuyển Gen.G Esports.
Chovy được xem là một trong những người đi đường giữa xuất sắc nhất của LCK, và là một trong sáu thành viên của đội tuyển quốc gia Liên Minh Huyền Thoại Hàn Quốc tham dự Đại hội Thể thao châu Á 2022. Trong sự nghiệp thi đấu của mình, anh đã đem về một số danh hiệu đáng chú ý như 4 chức vô địch LCK, 1 chức vô địch KeSPA Cup, 1 chức vô địch Mid-Season Invitational và 1 huy chương vàng tại Á vận hội 2022, giúp anh được miễn nghĩa vụ quân sự.
Anh từng thi đấu với nghệ danh ji hun trong màu áo KeG Gwangju. Đến năm 2018, anh mới đổi nghệ danh thành Chovy như hiện nay.

## Tiểu sử
Jung Ji-hun sinh ngày 3 tháng 3 năm 2001 tại quận Tây, Incheon, Hàn Quốc. Anh tốt nghiệp trường cấp hai Jemulpo và học cấp ba tại trường Gajwa. Chovy đã sớm bộc lộ khả năng chơi game của mình từ khi còn học cấp hai. Đến những năm cấp ba, thông qua huấn luyện viên cvMax, anh chính thức bắt đầu thi đấu chuyên nghiệp với bản hợp đồng gia nhập đội tuyển Griffin vào ngày 7 tháng 3 năm 2018.

## Sự nghiệp câu lạc bộ

### KeG Gwangju (2017)
Chovy (nghệ danh lúc ấy là ji hun) gia nhập KeG Gwangju vào ngày 19 tháng 11 năm 2017. Tại đây anh chỉ thi đấu đúng một trận, đó là trận với Jin Air Green Wings trong khuôn khổ KeSPA Cup 2017 và nhận thất bại ngay sau đó. Chovy cũng nhanh chóng rời đội sau thất bại ấy.

### Griffin (2018–2019)
Ngày 7 tháng 3 năm 2018, Chovy gia nhập Griffin. Đến khi LCK Mùa hè 2018 khởi tranh, Chovy mới có trận ra mắt đầu tiên trước đối thủ là HLE vào ngày 12 tháng 6. Mặc dù lần đầu thăng hạng nhưng Chovy cùng đồng đội đã thể hiện rất xuất sắc, kết thúc vòng bảng ở vị trí thứ 2 với tỉ số 13-5. Cuối năm ấy, Chovy đã giành được danh hiệu KeSPA Cup sau khi đánh bại Gen.G với tỉ số 3-0 ở trận chung kết. Sang năm 2019, anh cùng đồng đội đoạt được 2 chức á quân LCK và tiến đến Chung kết thế giới trước khi bị iG đánh bại với tỉ số 1-3 ở tứ kết.

### DRX (2019–2020)

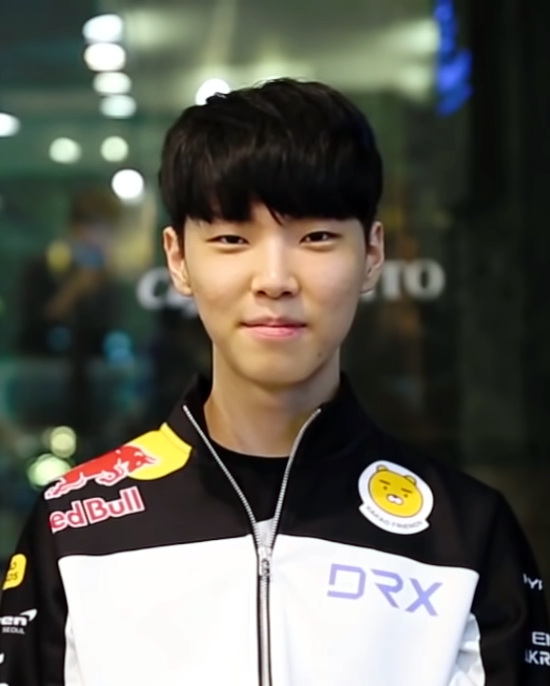
Chovy trong màu áo DRX

Ngày 4 tháng 12 năm 2019, Chovy chuyển sang thi đấu cho DRX (lúc đấy là DragonX). Tuy không đoạt được danh hiệu nào nhưng Chovy vẫn được đánh giá rất cao, 2 lần lọt vào đội hình All-LCK Second Team. Kết thúc LCK Mùa hè 2020, Chovy cũng như DRX giành quyền vào chơi Chung kết thế giới nhưng lại bị đánh bại ở tứ kết với tỉ số 0-3 bởi DWG.

### Hanwha Life Esports (2020–2021)
Ngày 24 tháng 11 năm 2020, HLE chiêu mộ Chovy. Tại đây anh được hội ngộ với người đồng đội cũ ở DRX là Deft. Sự nghiệp thi đấu của anh với đội tuyển mới không mấy nổi bật, đoạt hạng 3 ở giải mùa xuân và hạng 8 ở giải mùa hè. Cũng như hai năm trước, Chovy lại phải dừng chân ở tứ kết Chung kết thế giới sau khi để thua T1 với tỉ số 0-3.

### Gen.G (2021–nay)
Chuyển sang Gen.G vào ngày 24 tháng 11 năm 2021, Chovy đã có chức vô địch LCK đầu tiên trong sự nghiệp và tiến đến Chung kết thế giới với tư cách hạt giống số 1 khu vực. Dù thi đấu trong đội hình nhiều  sao nhưng anh lại nhận thất bại với tỉ số 1-3 ở bán kết trước đội tuyển cũ DRX.
Đến năm 2023, Chovy lên ngôi vô địch LCK Mùa xuân và có lần đầu tiên được tham dự một kỳ MSI. Dù được kỳ vọng rất cao nhưng Gen.G lại bị BLG đánh bại sau 3 ván chóng vánh, kết thúc chiến dịch ở vị trí thứ 4. Sang Mùa hè, Chovy có lần thứ ba liên tiếp lên ngôi vô địch LCK và một lần nữa tiến đến Chung kết thế giới với tư cách hạt giống số 1. Sau khi nhanh chóng vượt qua vòng Thụy Sĩ với tỉ số 3-0 toàn thắng, anh cùng Gen.G đã gặp lại đối thủ cũ ở MSI 2023 là Bilibili Gaming ở tứ kết. Tuy là ứng cử viên hàng đầu cho chức vô địch, Chovy cùng đồng đội lại có màn trình diễn không thuyết phục và phải nhận thất bại 2-3, kết thúc sớm giải đấu ở vị trí top 8.
Sau khi kết thúc Chung kết thế giới, Chovy đã hết hạn hợp đồng với Gen.G vào ngày 20 tháng 11. Ít ngày sau, Gen.G công bố một bản hợp đồng mới để đưa anh tái gia nhập với đội tuyển này.
Mùa xuân năm 2024, Chovy giành lấy chức vô địch LCK thứ tư trong sự nghiệp sau khi đánh bại T1 với tỉ số 3-2 tại KSPO Dome. Chức vô địch này cũng giúp Gen.G trở thành đội tuyển Hàn Quốc đầu tiên vô địch quốc nội bốn lần liên tiếp. Ngày 19 tháng 5, anh có được danh hiệu quốc tế đầu tiên sau khi đánh bại Bilibili Gaming 3-1 ở trận chung kết tổng của kỳ MSI năm 2024 được tổ chức tại Thành Đô, Trung Quốc.

## Sự nghiệp đội tuyển quốc gia
Nhờ màn trình diễn vượt trội qua các mùa giải, Chovy đã được huấn luyện viên kkOma chọn vào đội tuyển quốc gia tham dự Á vận hội XIX tổ chức tại Hàng Châu, Trung Quốc. Tại đây anh cùng đội tuyển Hàn Quốc đứng nhất vòng bảng sau khi đánh bại Hồng Kông và Kazakhstan. Hàn Quốc sau đó cũng dễ dàng đánh bại Ả Rập Saudi ở tứ kết với tỉ số 2-0 và chạm trán đối thủ mạnh là Trung Quốc tại vòng bán kết. Sau 2 ván đấu căng thẳng, Hàn Quốc đánh bại Trung Quốc trong một ngày mà Chovy được đánh chính và giành quyền vào chơi chung kết với đối thủ là Đài Loan. Do chênh lệch trình độ, Hàn Quốc nhanh chóng đánh bại người Đài và giành được tấm huy chương vàng trong lần đầu tiên mà Liên Minh Huyền Thoại được đưa vào nội dung tranh huy chương tại một kỳ Á vận hội. Thành tích này cũng giúp Chovy được miễn nghĩa vụ quân sự.

## Tổng quan sự nghiệp

### Sự nghiệp câu lạc bộ
| Năm  | Đội tuyển           | Giải đấu                               | Thứ hạng |
| ---- | ------------------- | -------------------------------------- | -------- |
| 2017 | KeG Gwangju         | KeSPA Cup 2017                         | 13–19    |
| 2018 | Griffin             | CK Mùa xuân 2018                       | Vô địch  |
| 2018 | Griffin             | LCK Mùa hè 2018                        | Á quân   |
| 2018 | Griffin             | KeSPA Cup 2018                         | Vô địch  |
| 2019 | Griffin             | LCK Mùa xuân 2019                      | Á quân   |
| 2019 | Griffin             | Khu vực đại chiến 2019 LCK-LPL-LMS-VCS | Vô địch  |
| 2019 | Griffin             | LCK Mùa hè 2019                        | Á quân   |
| 2019 | Griffin             | Chung kết thế giới 2019                | 5–8      |
| 2019 | DRX                 | KeSPA Cup 2019                         | 3–4      |
| 2020 | DRX                 | LCK Mùa xuân 2020                      | 3        |
| 2020 | DRX                 | MSC 2020                               | 5–6      |
| 2020 | DRX                 | LCK Mùa hè 2020                        | Á quân   |
| 2020 | DRX                 | Chung kết thế giới 2020                | 5–8      |
| 2020 | Hanwha Life Esports | KeSPA Cup 2020                         | 3–4      |
| 2021 | Hanwha Life Esports | LCK Mùa xuân 2021                      | 3        |
| 2021 | Hanwha Life Esports | LCK Mùa hè 2021                        | 8        |
| 2021 | Hanwha Life Esports | Chung kết thế giới 2021                | 5–8      |
| 2022 | Gen.G               | LCK Mùa xuân 2022                      | Á quân   |
| 2022 | Gen.G               | LCK Mùa hè 2022                        | Vô địch  |
| 2022 | Gen.G               | Chung kết thế giới 2022                | 3–4      |
| 2023 | Gen.G               | LCK Mùa xuân 2023                      | Vô địch  |
| 2023 | Gen.G               | MSI 2023                               | 4        |
| 2023 | Gen.G               | LCK Mùa hè 2023                        | Vô địch  |
| 2023 | Gen.G               | Chung kết thế giới 2023                | 5–8      |
| 2024 | Gen.G               | LCK Mùa xuân 2024                      | Vô địch  |
| 2024 | Gen.G               | MSI 2024                               | Vô địch  |
| 2024 | Gen.G               | EWC 2024 – Liên Minh Huyền Thoại       | 5–8      |
| 2024 | Gen.G               | LCK Mùa hè 2024                        | Á quân   |
| 2024 | Gen.G               | Chung kết thế giới 2024                | 3–4      |

### Sự nghiệp đội tuyển quốc gia
| Năm  | Đội tuyển | Giải đấu   | Thứ hạng |
| ---- | --------- | ---------- | -------- |
| 2023 | Hàn Quốc  | ASIAD 2022 |          |

## Thành tích thi đấu

### Cấp câu lạc bộ
Griffin
- Vô địch CK: Mùa xuân 2018
- Vô địch KeSPA Cup: 2018
- Vô địch Khu vực đại chiến: LCK-LPL-LMS-VCS 2019

Gen.G
- Vô địch LCK: Mùa hè 2022, Mùa xuân 2023, Mùa hè 2023, Mùa xuân 2024
- Vô địch MSI: 2024

### Cấp đội tuyển quốc gia
- ASIAD: huy chương vàng (2022)

### Danh hiệu cá nhân
- Final MVP KeSPA Cup: 2018[28]
- All-LCK First Team: Mùa hè 2022, Mùa xuân 2024
- LCK Regular Season MVP:[a] Mùa xuân 2019, Mùa xuân 2024
- LCK Player of the Split:[b] Mùa xuân 2021, Mùa xuân 2024
- Final MVP LCK: Mùa hè 2023